# 奧澤里亞尼 (喬爾特基夫區)
48°53′30″N 25°56′47″E / 48.89167°N 25.94639°E
奧澤里亞尼（烏克蘭語：Озеряни），是烏克蘭的村落，位於該國西部捷爾諾波爾州，由喬爾特基夫區負責管轄，距離康斯坦齊亞1.5公里，面積5.78平方公里，海拔高度301米，2014年人口1,585。